# 丹·特漢
丹·特漢（Dan Tehan，1968年1月27日—）是一位澳洲政治人物，他的黨籍是澳洲自由黨。曾擔任澳洲聯邦教育部長、退役軍人事務部長等職務，現任澳洲貿易部長。

## 生平
自2015年開始，他是旺農選區選出的澳大利亞眾議院的議員。2020年12月18日，從教育部长转任贸易部长。